# Mihael Brejc
Mihael (Miha) Brejc (ur. 15 listopada 1947 w Belgradzie) – słoweński polityk, wykładowca akademicki, były wiceprzewodniczący Zgromadzenia Państwowego, w latach 2004–2009 poseł do Parlamentu Europejskiego.

## Życiorys
Ukończył w 1975 studia socjologiczne na Uniwersytecie Lublańskim, magisterium uzyskał w 1985. Doktoryzował się w zakresie nauk o organizacji na Uniwersytecie Mariborskim (wydziale w Kranju). Był pracownikiem naukowym, dochodząc do stanowiska profesora.
Na początku lat 90. zaangażował się w działalność Związku Socjaldemokratycznego i niepodległościowej koalicji DEMOS. W 1990 został dyrektorem słoweńskiej służby bezpieczeństwa i wywiadu (SOVA). Funkcję tę pełnił do 1993, kiedy to odwołał go premier Janez Drnovšek.
Od 1994 do 1998 był przewodniczącym rady miejskiej w Domžalach. Zajmował też stanowisko dziekana Wyższej Szkoły Administracji Publicznej Uniwersytetu Lublańskiego. W 1995 został wiceprzewodniczącym Słoweńskiej Partii Socjaldemokratycznej, przekształconej później w Słoweńską Partię Demokratyczną (SDS). W 2000 sprawował urząd ministra pracy, rodziny i spraw społecznych w rządzie Andreja Bajuka. W tym samym roku został wybrany do Zgromadzenia Państwowego, obejmując funkcję wiceprzewodniczącego słoweńskiego parlamentu.
Od 2003 pełnił funkcję obserwatora w Parlamencie Europejskim, od maja do lipca 2004 sprawował mandat eurodeputowanego V kadencji w ramach delegacji krajowej. W wyborach w 2004 z listy wyborczej SDS uzyskał mandat posła do PE VI kadencji. W PE przystąpił do grupy Europejskiej Partii Ludowej i Europejskich Demokratów, był też wiceprzewodniczącym Podkomisji Bezpieczeństwa i Obrony.